# سیارک ۶۱۱۳
سیارک ۶۱۱۳ (به انگلیسی: 6113 Tsap، نامگذاری:1982SX5) شش هزار و صد و سیزدهمین سیارک کشف شده‌است که در ۱۶ سپتامبر ۱۹۸۲ کشف شد.
قدر مطلق سیارک برابر ۱۷.۸ است.